# Pterobryon neckeroides
Pterobryon neckeroides là một loài Rêu trong họ Pterobryaceae. Loài này được (Dozy & Molk.) Bosch & Sande Lac. miêu tả khoa học đầu tiên năm 1863.